# На исходе дня (фильм, 1954)
«На исходе дня» (яп. 日の果て хи но хатэ) — японский чёрно-белый фильм, военная драма 1954 года выпуска. Постановка осуществлена известным представителем независимого кино Японии режиссёром Сацуо Ямамото. Экранизация одноимённого романа Харуо Умэдзаки, впервые изданного в 1948 году.

## Сюжет
В апреле 1945 года японские войска были на грани развала. В находящемся на острове Лусон подразделении растёт число дезертиров. Среди убежавших в джунгли оказался и военный хирург Ханада, захвативший с собой влюблённую в него местную девушку Тиэ. Вместе со своим подчинённым, сержантом Такасиро, поручик Удзи начинает преследование беглецов. Когда они находят их убежище, Удзи овладевает девушкой в отсутствие Ханады. На следующий день Удзи поведал об этом военврачу. Ханада избивает Тиэ, но сразу после этого случая они снова скрываются вдвоем. Поручик Удзи уже не хочет далее преследовать беглецов, однако сержант Такасиро настроен на их поимку. Когда двое мужчин, беспрестанно споря друг с другом, вышли на берег озера, находящегося в окружении девственного леса, внезапно появляются Ханада и Тиэ с оружием в руках. Ханада стреляет, но в его пистолете закончились пули. Ответным выстрелом сержант Такасиро убивает Ханаду. Тиэ расстреливает своих преследователей, но умирающий Такасиро успевает выпустить пулю в неё.

## В ролях
- Кодзи Цурута — поручик Удзи
- Эйдзи Окада — Ханада, военврач
- Юкико Симадзаки — Тиэ
- Ясуми Хара — сержант Такасиро
- Ютака Фукуда — сержант Мацуо
- Дзюнкити Оримото — солдат Ямамура
- Сусуму Мидзусима — солдат Фудзита
- Киндзо Син — солдат Симидзу
- Ёси Като — командующий
- Такаси Канда — адъютант Одзава
- Тайдзи Тонояма — Саката
- Исао Кимура — солдат
- Нобуо Канэко — солдат в заброшенном доме
- Тосио Такахара — парнишка
- Харуэ Тонэ — Суми

## Премьеры
- — национальная премьера фильма состоялась 20 февраля 1954 года[2].